# Euchromia guineensis
Euchromia guineensis är en fjärilsart som beskrevs av Fabricius 1775. Euchromia guineensis ingår i släktet Euchromia och familjen björnspinnare. Inga underarter finns listade i Catalogue of Life.

## Bildgalleri

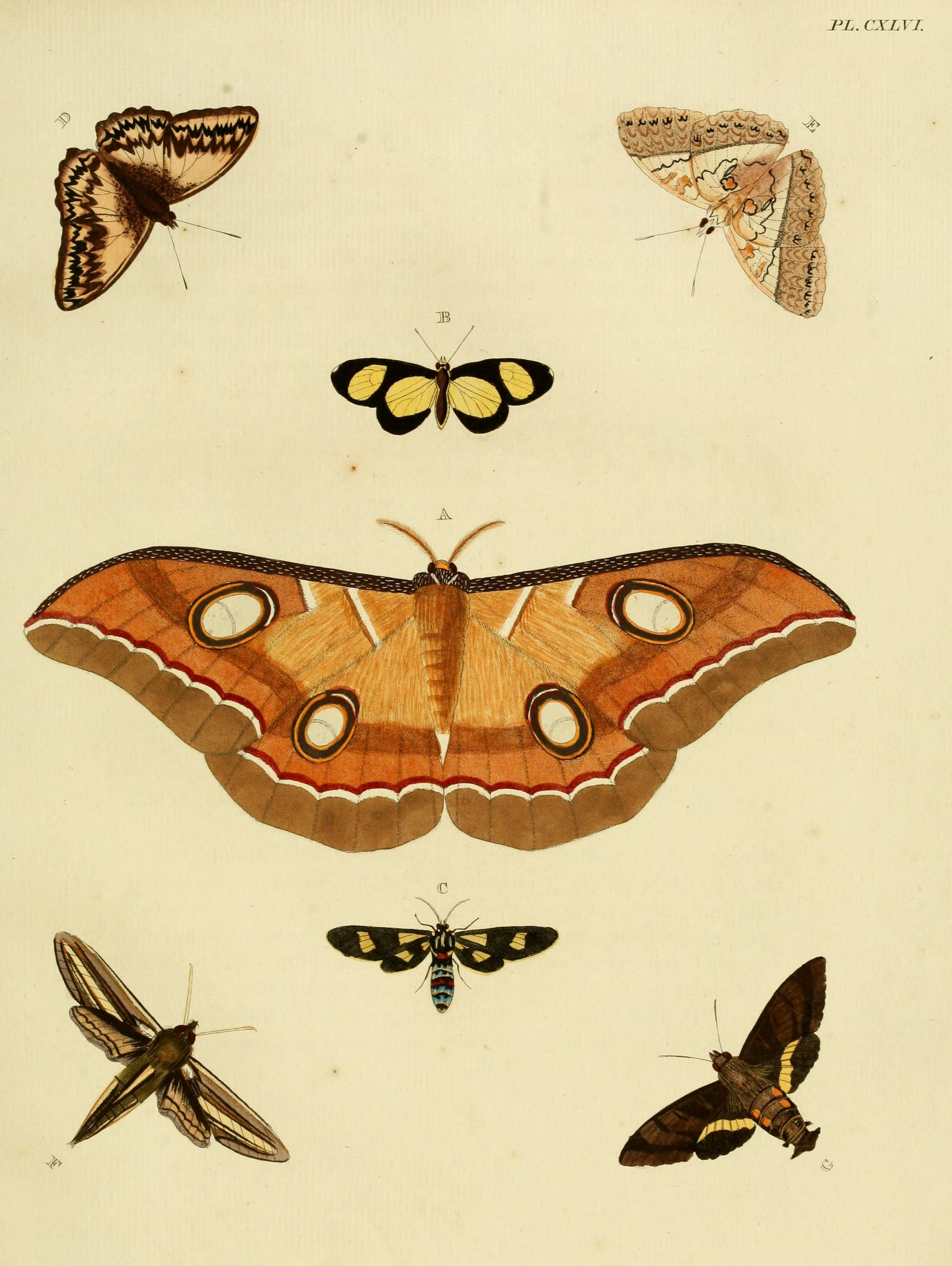
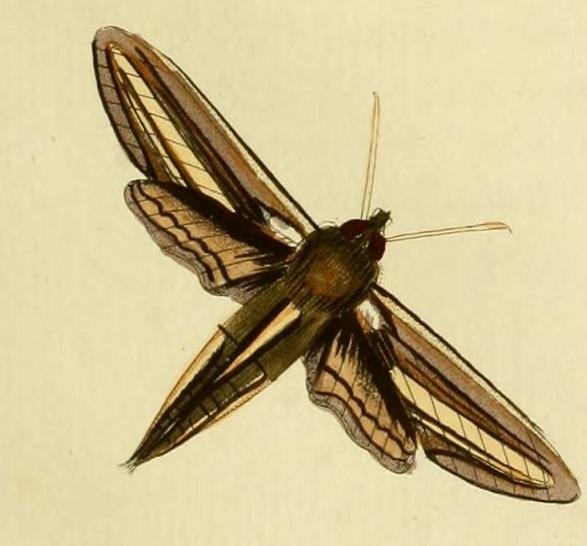